# Lycaena eleus
Lycaena eleus är en fjärilsart som beskrevs av Fabricius 1798. Lycaena eleus ingår i släktet Lycaena och familjen juvelvingar. Inga underarter finns listade i Catalogue of Life.